# الكاكائية
الكاكائية أو اليارسانية أو الأخية تسمى أيضا بـأهل الحق (من قبل الإيرانيين، والعرب) هي أحد فروع الديانة اليزدانية القديمة (كلمة يزدان تعني الرب أو الخالق أو الإله)، التي كانت معتنقة من قبل معظم الأكراد قبل المد الإسلامي في إيران، والتي يقسم في الوقت الحاضر إلى ثلاثة أقسام رئيسية وهي اليزيدية، اليارسانية، علويو تركيا.
هناك اعتقاد شائع بأن معظم الأكراد كانوا معتنقين للديانة الزرادشتية قبل اعتناقهم الإسلام، ولكن الوثائق التاريخية تشير إلى أن معظم الأكراد كانوا من أتباع الديانة اليزدانية، والتي اختلطت كثيرا مع الزرادشتية ولكنها حافظت على خطها العام المستقل عن الزرادشتية. يعيش اليارسانيون أو أهل الحق في غرب إيران وبالتحديد محافظة كرمانشاه، وأيضا في منطقة كركوك في شمال العراق، بينما اليارسانيون أو أتباع أهل الحق من الأكراد يعيشون في مندلي وخانقين وبعقوبة في محافظة ديالى، وكذلك في أربيل والسليمانية والموصل وبغداد، وتقدر أعدادهم في العراق بأكثر من مليون نسمة.
يعتقد أهل الحق أن الألوهة (الحق) تتجلَى بنفسها في سلسلة من المظهريات تُسمَى أدواراً وتكتمل بالرقم سبعة، الدور رقم أربعة هو السلطان إسحق البرزنجي مؤسس الديانة في القرن الرابع عشر، وخمسة هو المسيح وستة هو الإمام علي، ويعتقدون أن الإمام المهدي سيأتي لإتمام الأدوار السبعة.
يؤمن أتباع اليارسانية بتناسخ الأرواح ولا يعتقدون بعذابات القبر، ولا يلعنون أياً من المخلوقات، ومن بينها الشيطان. يطلقون شواربهم، ويحرَمون حلاقتها أو تشذيبها إذ يعتقدون أنهم يتوارثونها من الإمام علي نفسه. ويؤمنون أن الخالق الأعظم لا يدير شؤون العباد بصورة مباشرة بل عن طريق تجسدات ومنها ستة لحد هذا العصر. يطلق على الكتاب المقدس لأهل الحق «سه ر ئه نجام (سنچنار)» وهو كتاب باللغة الكردية وتعني بالعربية النتيجة العظمى.

## التسمية
قال عباس العزاوي في كتابه (الكاكائية في التاريخ) إن الكاكائية في العراق "صارت تعرف بلفظها الكردي (كاكائية)، وكانت تُستعمل في العراق بلفظها العربي (أخي)"، وقال العزاوي إن الكاكئية "شاعت بأشهر وصف لها سواء بلفظها العربي أو الكردي فصارت تُدعى بأعمّ أصولها أو أساساتها، فقيل (أخية) أو (كاكائية)".
أصل كلمة يارسان: مفردة مركبة من كلمة (يار) ويعني المحبوب أو العاشق أو المتصوف و(سان) ويعني ذو الشأن أو ذو الوزن أو ذو المكانة. وهناك رأي آخر يقول بأن كلمة (سان) يعود أصلها إلى (سان سهاك)، وهي مختصر كلمة (سلطان إسحاق) وعليهِ فإن أصل الكلمة تعني أتباع وأحباب ومريدوا وعشاق (سلطان إسحاق البرزنجي بن شيخ عيسى بن بابا علي الهمــداني). ولهُ من أبنائه سبعة أبناء وهم السيد (محمد) ويدعون بـــ (شاه إبراهيمي) والثاني هو السيد (عبد الوفاء) ويدعون بــ (الخاموشيين) والثالث هو السيد (مير احمد) أو (مير سوور) ويدعون بـــ (الميريين) والرابع هو السيد (مصطفى) ويدعون بـــ (المصطفايين) والخامس هو السيد (شهاب الدين) ((الذي أنجب أربع بنات اشتهرن بورعهن وهن، أولا زوجة سيد مصطفي المعروف ببير شهريار، والثانية هي زوجة شيخ محمد المعروف ببابا مردوخ وهي والدة ابنه مولانا كوشايش ناشر الدين في هورمان والبنت الثالثة والرابعة هن زوجتا بير محمد وبير شمام))، والسادس هي السيدة (حبيبه شاه) وهي أيضاً مجردة ليست لها أولاد لعدم دخولها الحياة الدنيوية والسابع هو السيد (باويسي) ويدعى بـــ (علمدار) أو (الباويسيين).
ويعتبر هؤلاء السادة مشايخ وسادات اليارسانيين ويدعون بــ (پیر) أي الشيخ الديني ويديرون المراسم الدينية في طقوس خاصة لا يشارك فيها غير الأتباع أو المريدين ويصنفون بالمرتبة الثانية (صف هفتوانه) أي السبعة.
و يأتون بالمرتبة الثانية بعد صف (هفتن) أي الأجساد السبعة وهم (پیر بنيامين (الرسول)، داوود (الدلیل)، پیر موسي (دفتر دار)، كاكه مصطفا (كماندار)، يادگار (زردوبام) - أي الشمس المتوهجة.
ئيوت (هوشيار - أي الذي يوقض الناس يوم الحشر بنفخهِ الصور.
والمرتبة الثالثة هم صف (هفت خليفة) وهم خليفة محمد وخليفة عزيز وخليفة شاشا وخليفة شابدين وخليفة باپیر وخلیفه جبار وخلیفة أمير. وهؤلاء مساعدو الپیر في أداء الطقوس والمراسم الدينية.
ويليه هؤلاء المرتبة الرابعة (72 پیر) وهم مرشدو المريدين.

## أصل الكاكائية
يعود تاريخ ظهور الديانة الكاكائية إلى ثلاثة آلاف عام قبل الميلاد، ويعتبر الكاكائيون «جبرائيل نبيهم، ومع ذلك يوجد مصلحون ومحدثون وآخرهم سلطان إسحاق، الذي يعد أيضًا بمثابة النبي أو المرجع الأبرز للديانة الكاكائية». يؤمن الكاكائيون بوجود خالق واحد، ولديهم طقوس عبادة خاصة بهم، ومنها الصوم والصلاة وضرورة أن يتحلى أتباع الديانة بـ «الطهارة والصدق والتواضع والقناعة». يمتنع الكاكائيون في أثناء صومهم عن الطعام والشراب خلال النهار لثلاثة أيام، ومن ثم يحتفلون بعدها بالعيد ليوم واحد، ويحصل ذلك في أيام معينة خلال فصل الشتاء. أما صلاتهم، فهي أدعية ومناجاة يقومون بها في الفجر والمغرب، وهم يحرمون أيضًا تعدد الزوجات، إلا في حالات خاصة كالمرض المزمن الذي يتعذر معه المعاشرة الزوجية. للموسيقا مساحة شاسعة في الثقافة الكاكائية، وخاصةً آلة الطنبور إذ تؤدى التراتيل الدينية على أنغام ومقامات خاصة بهم. وبحسب مختصة في مجال حقوق الأقليات، فإن طقوس العبادة لدى هذه الديانة تتمثل بمجموعة من الأدعية والمناجاة، وتعقد اجتماعات دينية مرة واحدة شهريًا، تحتم على كل كاكائي تقديم نذر خلال هذه الاجتماعات، وهذا النذر يتمثل في تقديم الفواكه أو أي نوع آخر من الطعام، ويشمل الاجتماع الدعاء والمناجاة.
ووفقًا لدراسة نشرتها شبكة تحالف الأقليات العراقية، ينظر الكاكائيون إلى مختلف الأديان والمذاهب نظرة متساوية دون تمييز، فالأديان التي تشمل: الإسلام والمسيحية واليهودية والزرادشتية والبوذية والإيزيدية، لديها مكانة لدى أتباع الكاكائية. وتقول الدراسة ذاتها إن للمرأة مكانة دينية واجتماعية مهمة لدى مجتمع الكاكائية ولا يوجد تمييز في الحقوق والواجبات بين الجنسين كالميراث.
تحرم الديانة الكاكائية تعدد الزوجات لأنها تعد الزواج رابطًا إلهيًا روحيًا وهذا الرابط لا يلغى إلا بالموت أو في حالة الزنى لذلك تعدد الزوجات غير مسموح به حتى إذا لم تنجب الزوجة.

## أعدادهم وأماكن انتشارهم في العراق
لا تتوفر بيانات رسمية دقيقة تؤكد الحجم الديموغرافي للكاكائيين في العراق، لكن تقرير المجموعة الدولية لحقوق الأقليات الصادر عام 2011 يقدر عددهم بنحو 200 ألف كاكائي، في حين يشير تقرير لصحيفة «التآخي» الكردية في عام 2024 إلى أن عددهم نحو 250 ألف شخص، وهم موجودون في باشورى كردستان، ومناطق متعددة من بغداد وديالى وكركوك وجنوب العراق. كانت قوات البيشمركة الكردية مسؤولة عن أمن هذه المناطق حتى منتصف أكتوبر 2017، لكن الواقع تغيّر بعد تنفيذ عملية «فرض القانون» من قبل الجيش العراقي وفصائل الحشد الشعبي، وفرض سيطرتهما على المناطق المتنازع عليها في كركوك وديالى وصلاح الدين ونينوى، والذي جاء ردًا على الاستفتاء في إقليم كردستان بتاريخ 25 سبتمبر من العام ذاته.
يقول الباحث في شؤون الأقليات سعد سلوم في كتابه «الأقليات في العراق» أن عدد الكاكائيين في عام 1928 قُدر بـ 20 ألف نسمة وتُشير إحصائيات حديثة تعود لعام 2011 أن عددهم بلغ 200 ألف نسمة. ووفقًا لآخر إحصائية غير رسمية لمنظمة ميثرا، يبلغ عدد أتباع الديانة الكاكائية في العراق أكثر من 120 ألف نسمة، يتوزعون على مناطق سهل نينوى والسليمانية وأربيل وحلبجة وخانقين وكركوك وديالى ومدن أخرى تقع ضمن هذا النطاق. رغم عدم وجود إحصائيات دقيقة وحديثة عن أعداد الكاكائيين في العراق، فإن عددهم يبلغ بحسب إحصائية أجراها الاتحاد الأوربي عام 2016، نحو 200 ألف شخص. وبحسب تقديرات أخرى غير رسمية، يتراوح عدد الكاكائيين العراقيين بين 200 ألف ونصف مليون نسمة. ويعيش الكاكائيون داخل إقليم كردستان العراق ومناطق أخرى تتوزع على محافظات نينوى وكركوك وديالى.
يعيش أغلب الكاكائيين في العراق في قرى صغيرة ويمتهنون الزراعة، منهم 20 ألف في سهل نينوى و3 آلاف في خانقين و4 آلاف في مناطق جنوب كركوك. لا توجد مناطق مغلقة على أتباع الديانة الكاكائية، هم فقط يعيشون مع السكان المحليين من باقي القوميات والأديان. وينتشر الكاكائيون في مناطق مختلفة من بلاد ما بين النهرين. قال الكاتب العراقي حسين جلوب في كتابه «الأقليات العراقية من العذاب إلى التمكين»: «الكاكائيون ما هم إلا جماعة أو عشيرة كردية موطنها الأساسي مدينة كركوك، وعلى ضفاف نهر الزاب الكبير، وتسكن أغلبها مدن كردستان الجنوبية مثل كركوك وخانقين ومندلي وجلولاء وأربيل والسليمانية وهورامان، ولهم أيضًا وجود ملحوظ في تلعفر».

## المكون الاجتماعي
يؤكد المؤرخ وخبير الآثار علي النشمي، أن الطائفة الكاكائية هي مزيج بين ديانات عراقية قديمة، وأيضًا الديانات السماوية والصوفية، وأصبحت بما يسمى «الطائفة الكاكائية» الذين يعدون أنفسهم مسلمين. ويضيف النشمي أنه قبل 20 عامًا تقدم بعض من الطائفة الكاكائية لأن يعدوا دينًا وقومية خاصة، لكن بسبب الظروف في العراق أثرت فيهم الآراء السياسية الموجودة بين الأحزاب الكردية وفي بغداد.
تعد ثقافة الطائفة الكاكائية كردية بصورة عامة وبعض تقاليدهم إسلامية، ولديهم الكثير من السرية ويتظاهرون بالمحيط الذي هم فيه، بسبب الخوف من آرائهم لأنهم قد تعرضوا للاضطهاد. وتتعرض الطائفة الكاكائية، شأنها شأن كل الطوائف، للتنمر خاصةً بعد سقوط النظام العراقي عام 2003، ولكنهم بصورة عامة عاشوا بين العراقيين.

## طقوسهم وعاداتهم
تتعدد المزارات الدينية للطائفة الكاكائية، ومن بينها: مزار سلطان إسحاق الموجود في جبل هورامان بإقليم كردستان العراق، ومزار سيد ابراهيم ببغداد، والباب الأوسط ببغداد. 
يخضع الزواج في الطائفة الكاكائية لشروط القانون المدني في العراق، وهم ملتزمون به، ولا يختلف كثيرًا في شروطه وإجراءاته وطقوسه عن الزواج في الإسلام. توجد بعض الأمور العقدية المعروفة عنهم، مثل: تحريم الخمر ومنع تعدد الزوجات ورفض الطلاق إلا إذا كان برضا الطرفين. يحتفل الكاكائيون بثلاثة أعياد سنويًا، وهي عيد خاوندكار وعيد الصيام وعيد النوروز. يأتي عيد خاوندكار في الشتاء ويُعرف بـ «عيد الخليقة». أما عيد الصيام، فيأتي بعد صيام مماثل لصيام المسلمين ويمتد صيام الكاكائيين على مدى ثلاثة أيام. ويتبدّل تاريخ حلول عيد الصيام، نظرًا إلى اعتماد الكاكائيين في حياتهم على التقويم القمري. ويأتي العيد الثالث وهو عيد النوروز يوم 21 مارس من كل سنة.

## الدستور والهوية
رغم تغيير الدستور العراقي وإجراء تعديلات عليه؛ ظلت الهوية الكاكائية خلف أسوار الاعتراف الرسمي بها كديانة أو مكون أساسي من مكونات الشعب العراقي. 
يضمن الدستور العراقي الجديد في عام 2005، الحفاظ على الهوية الإسلامية لغالبية الشعب العراقي، ويضمن أيضًا كافة الحقوق الدينية لجميع الأفراد في حرية العقيدة والممارسة الدينية، كالمسيحيين والإيزيديين والصابئة المندائيين، وغاب ذكر الكاكائية كدين مستقل، وهو ما حرم الكاكائيين من تسجيل ديانتهم في خانة الديانة في الهوية العراقية.
سياسيًا، وبعد سنوات من المحاولات الحثيثة لنيل الاعتراف؛ وفي سابقة تعد الأولى عبر تاريخهم وعلى المستوى الرسمي؛ استطاع الكاكائيون الحصول على مقعد «كوتا» في مجلس محافظة حلبجة؛ التابعة لإقليم كردستان العراق، الأمر الذي فتح باب الأمل أمامهم لحشد حراك برلماني في بغداد لاستحصال الاعتراف بكامل الهوية الكاكائية.